# Jaltocán
Jaltocan è un comune del Messico, situato nello stato di Hidalgo.